# 第32特別根拠地隊
第32特別根拠地隊（だいさんじゅうにとくべつこんきょちたい）は、太平洋戦争（大東亜戦争）中に、フィリピンのミンダナオ島ダバオに司令部が置かれた大日本帝国海軍の陸上部隊。略称は「32特根」。
1944年（昭和19年）9月10日、ダバオ誤報事件を起こす。戦争末期のミンダナオ島防衛戦などで壊滅的な打撃を受けた。

## 沿革
- 1941年（昭和16年）
  - 11月17日 - 内令1442号[1]により、「海軍特別根拠地隊令」[2]における特別根拠地隊の設置範囲が「支那方面」から「支那および南洋方面」へ拡大され、併せて内令1443号[3]により、32特根が設置された（施行：1941年（昭和16年）11月20日）。
 - 所管：呉鎮守府、名称：第32特別根拠地隊、所在地：第五艦隊司令長官ノ定ムル地
  - 12月8日- 南方作戦（第一段作戦）の遂行により、マレー作戦、ハワイ作戦、フィリピン作戦などが開始され、太平洋戦争開戦。
  - 12月10日 - 太平洋戦争開戦時の編制により、32特根は第三艦隊（司令長官：高橋伊望中将）の隷下となった。
- 1942年（昭和17年）
  - 1月3日 - 内令4号[4]により、32特根の所在地は「第三艦隊司令長官ノ定ムル地」から「ダバオ」に改正された。
 - 所管：呉鎮守府、名称：第32特別根拠地隊、所在地：ダバオ
  - 1月3日 - 第三南遣艦隊（司令長官：杉山六蔵中将）発足により、31特根（司令部：マニラ）と32特根が第三南遣艦隊へ編入された。
  - 4月10日 - 南西方面艦隊（司令長官：高橋伊望中将）発足により、第三南遣艦隊が南西方面艦隊へ編入された。これ以降から終戦まで数度編制が変更されたが、32特根は一貫して第三南遣艦隊の隷下として活動した。
- 1944年（昭和19年）
  - 9月10日 - ダバオ誤報事件を起こす
- 1945年（昭和20年）
  - 3月10日 - アメリカ軍のミンダナオ島最西端ザンボアンガへの上陸作戦を皮切りに、ミンダナオ島防衛戦を戦った。

## 歴代司令官
1. 入船直三郎少将（海兵39期）：1941年（昭和16年）11月20日 -
2. 代谷清志少将（海兵40期）：1943年（昭和18年）3月15日 -
3. 土井直治少将（海兵43期）：1944年（昭和19年）10月6日 - 終戦

## 部隊概要

### 区分と主要任務
戦況に合せて、編制は頻繁に変更された。以下は1944年（昭和19年）1月の戦時日誌による。

#### 警備部隊
主要任務は、(1)担当区域内における敵艦艇航空機の捕捉攻撃、(2)警備、(3)主要港湾の防備、(4)海上交通保護、(5）敵潜水艦利用基地の捜索覆滅。
- ダバオ警備隊
- ザンボアンガ警備隊（上記に加え、(1)ザンボアンガ警備隊（含むバシラン島）方面海軍施設（資源）の確保、(2)付近海上の警戒）
- ホロ警備隊（上記に加え、(1)飛行場の確保、(2)ホロ市付近の治安の確保、(3)付近海上の警戒）
- 第十二衛所隊（タウイタウイ島泊地防備）

#### 哨戒部隊
主要任務は、(1)担当海域対空対潜哨戒、(2)海上交通保護。

保有兵力は、第十二京丸、第十三京丸、第一号東光丸、第四十五号駆潜艇、第十一号駆潜特務艇、第十五号駆潜特務艇。

#### 航空部隊
主要任務は、(1)対空対潜哨戒、(2)海上交通保護、(3)敵潜水艦利用基地の捜索覆滅。

保有兵力は、艦上攻撃機（艦攻）4機、水上偵察機（水偵）3機。

### 麾下総員数
フィリピン防衛戦では、来たるアメリカ軍のミンダナオ島上陸に備え、大幅に増員された。
- 1944年（昭和19年）5月の戦時日誌における麾下総員数[12]
  - 士官 - 32名
  - 准士官 - 39名
  - 下士官 - 587名
  - 兵 - 927名
  - 軍属 - 442名
  - 計 - 2,027名
- 1945年（昭和20年）2月の戦時日誌における麾下総員数[13]
  - 士官 - 164名
  - 特准 - 246名
  - 下士官 - 1,984名
  - 兵 - 5,136名
  - 雇傭人 - 6,443名
  - 其ノ他 - 1,121名
  - 計 - 15,094名

なお、1945年（昭和20年）2月の麾下総員数には、ザンボアンガ警備隊やホロ警備隊などは含まれていない。
これら32特根の一部は、1944年（昭和19年）8～10月頃にタウィタウィ泊地からザンボアンガへ後退してきた第33警備隊（略称：33警、司令：池田敬之助海軍大佐）司令承命服務となり、33警に合流していた。

## ダバオ誤報事件
詳細は「ダバオ誤報事件」を参照
1944年（昭和19年）9月10日未明、ダバオ沿岸に敵が上陸したとの見張り所からの情報（誤報）に基づき、32特根司令部が陸軍第100師団司令部のあるミンタルまで避退し、この情報を聞いた第一航空艦隊司令部も暗号書を処分して避退するとともに、豊田副武連合艦隊司令長官にまで作戦行動を取らせてしまったという日本海軍始まって以来の不祥事。
これには、同年6月19日、20日のマリアナ沖海戦の壊滅的敗北により西太平洋の制海権と制空権を失い、サイパン島、大宮島（グアム島）、テニヤン島を相次いでアメリカ軍に占領されていく中、同年9月に入ってミンダナオ島ダバオでも敵機動部隊の空襲が激化し、9月9日にも相当の被害を受けていたため、敵の上陸が間近であると警戒を強めていた背景があった。
この不祥事により、代谷清志司令官は責任を問われ更迭、予備役に編入された。その後の32特根は、この事件を教訓に陣地構築や陸戦訓練に努め、防衛体制強化を図った。

## ミンダナオ島防衛戦
詳細は「ミンダナオ島の戦い」を参照

### ザンボアンガ方面
太平洋戦争末期の1945年（昭和20年）3月10日、アメリカ軍がミンダナオ島最西端のザンボアンガへ上陸を開始し、陸軍の独立混成第54旅団（旅団長：北条藤吉陸軍少将）および33警が迎え撃った（32特根ザンボアンガ派遣隊長の佐々木丙二海軍少佐は33警司令承命服務により33警副長）。 
在ザンボアンガ海軍は善戦しアメリカ軍の進攻を食い止め、豊田副武連合艦隊司令長官はその敢闘に対して特に賞詞を贈って偉勲を讃えた。
しかしながら、3月末には弾薬が尽きて北方の地図のない原始林へ転進し、4月26日以降はダバオ司令部との通信連絡が途絶した。
その後、弾薬も食糧もない中で士気旺盛に持久戦を展開したが、池田司令・佐々木副長ともにマラリアにより戦病死し、アメリカ軍進攻時4,000名以上いた兵力が生存者わずか約400名という苛烈を極めた戦闘であった。

### ダバオ地区
ザンボアンガに続きアメリカ軍は4月27日にダバオ湾デゴス飛行場に突入。ダバオ地区は、4月30日から陸軍の第100師団師団長の原田次郎中将が陸海軍全部を統一指揮し、在ダバオ海軍はその指揮下で戦った。
特に32特根第二大隊澁谷中隊の善戦は目覚ましく、7割戦死の犠牲を払って前進陣地を確保しアメリカ軍の鋭鋒を転じさせた。大川内傳七南西方面艦隊司令長官は賞詞を贈ってこれを讃えたが、5月下旬にはダバオ市街までアメリカ軍に制圧され、5月31日、原田師団長はダバオ地区の陸海軍全部隊に対し長期自活態勢を命じた。
32特根は、7月1日から山中での自活自戦を「金鵄作戦」と称し士気高揚に努めたが、アメリカ軍の掃討戦による戦死者、栄養不良による餓死者、マラリアによる戦病死者を多数出して終戦を迎えた。
アメリカ軍進攻時の在ダバオ海軍兵力は約12,000名であったが、終戦時収容されたのは約8,000名。土井司令官、島村活二参謀兼副長などの司令部は復員できた。

## スルー諸島防衛戦
詳細は「スールー諸島の戦い」を参照
マリアナ沖海戦における連合艦隊の壊滅により、ミンダナオ島の南西に位置するタウィタウィ泊地防衛の意義は薄らいでいたが、依然として陸軍の独立混成第55旅団（旅団長：鈴木鉄三陸軍少将）と33警の支隊がスルー諸島を守備していた。
ザンボアンガに上陸したアメリカ軍の支隊は、3月16日にバシラン島へ、4月2日にタウィタウィ群島のサンガサンガ島とボンガオ島へ、4月9日にホロ島へ相次いで上陸して戦闘が行われた結果、800名以上（ホロ島：600名、バシラン島：200名、ボンガオ島：60名ほか）の海軍兵力が、終戦時に収容されたのは約160名という惨状であった。
特にホロ島の戦闘は凄惨を極め、アメリカ軍の掃討戦とマラリアに加え、モロ族のゲリラ攻撃により多くの死者を出しながら、9月16日に終戦を知るまで続けられ、海軍の生存者はわずか30名であった。
なお、陸軍も96％戦没し生存者135名という玉砕であった。「米軍との戦いに死んだものは三分の一で、他の三分の一はマラリヤに倒れ、後の三分の一はモロ族に殺されたと称しても過言ではない」という生還者の記録もある。